# Jazz Improvise Meeting Festival
Das Jazz Improvise Meeting Festival (JIM Festival) ist ein seit 2012 in der Volksrepublik China stattfindendes Festival für Jazz und neue Improvisationsmusik.
Das deutsch-chinesische Jazz Improvise Meeting Festival fand erstmals im Oktober 2012 in den Städten Schanghai, Peking, Shenyang und Shenzhen statt.
Der Fokus des zweiten „Deutsch-Chinesischen Jazz Improvisation Meeting (JIM)“ lag auf der Berliner Jazzszene. Kuratiert wurde das vom Goethe-Institut China, dem Auswärtigen Amt und der Stadt Berlin unterstützte Festival 2012 und 2013 von Constanze Schliebs, 2013 war Dickson Dee Co-Kurator auf chinesischer Seite. In den beiden Jahren traten Peter Brötzmann, Gebhard Ullmann, Alexander von Schlippenbach, Aki Takase, Alfred Harth, Kalle Kalima, Michael Wertmüller, Marino Pliakas, Rolf Sudmann und Michael Schiefel auf. Auf chinesischer Seite waren  Li Chin Sung, Yan Jun, Li Tieqiao, Juny Ciao, Tao Yi. u. a. vertreten, weiterhin Rudi Mahall, Axel Dörner, Kazuhisa Uchihashi und Silke Eberhard.
Im Jahr 2015 traten The Necks, Julia Hülsmann mit Robert Landfermann und Heinrich Köbberling, Michael Jaeger Kerouac (CH) sowie Thomas Borgmann Boom Box mit Akira Andō und Willi Kellers auf. Konzerte und Workshops fanden in Guangzhou, Shenzhen, Xiamen und Lanzhou statt.